# Profeta

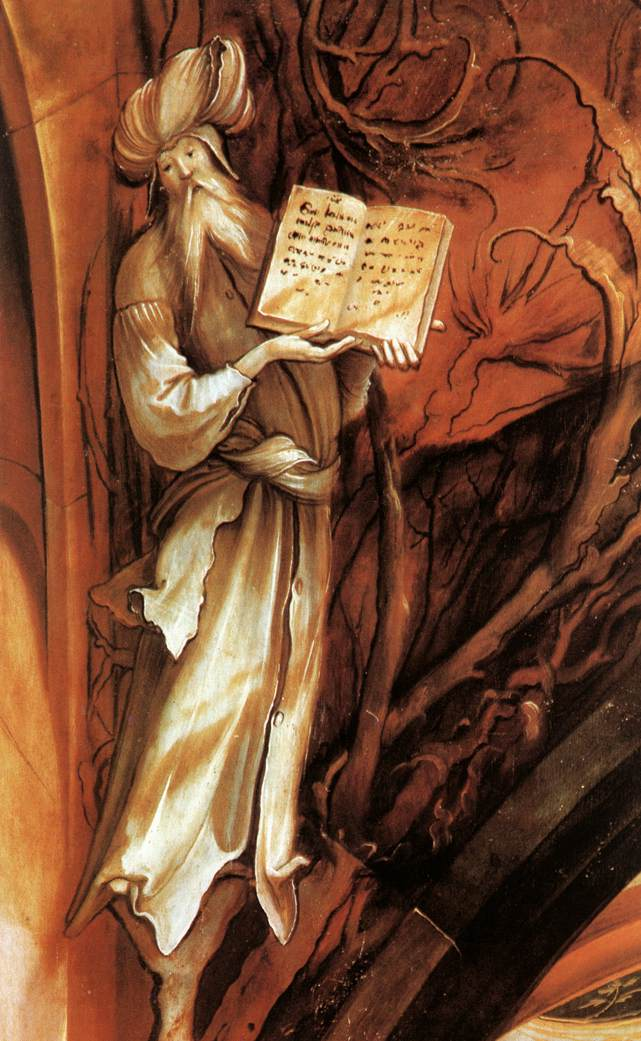
Grünewald, Profeta hebreo (Nabí), 1515.

El término profeta en la creencia religiosa se refiere a una persona que sirve como intermediario entre la humanidad y la divinidad. Estrictamente hablando, un profeta es alguien que sostiene haber tenido una experiencia personal de Dios recibiendo de él la misión de comunicar sus revelaciones y, como consecuencia de ello, habla en su nombre a los seres humanos. El profeta posee cualidades de intercesor por el pueblo ante Dios y a su vez es mensajero de su palabra. Su carisma de interpretar la historia desde la perspectiva de Dios recibe el nombre de don de profecía.
A veces, se utiliza el término para designar a alguien que predice acontecimientos futuros, generalmente cuando lo hace interpretando señales o basado en una revelación sobrenatural; pero ello puede dar lugar al malentendido, por lo que suele en tal caso emplearse vidente, de modo de diferenciarlo de los profetas, quienes comunican la palabra de Dios.
Si bien la palabra profeta deriva del griego profētēs (προφήτης, cuyo significado es el de ‘mensajero’, ‘portavoz’ e ‘incidente político’), el uso de la palabra profeta con sentido estrictamente monoteísta se remonta a la cultura de los hebreos a través de la palabra naví (נְבִיא), término que gradualmente fue introducido y empleado por los cultos judío, cristiano y musulmán (en árabe: نبي‎ nabi).

## Etimología
La palabra profeta es la transliteración de un vocablo griego compuesto derivado de pro (antes / hacia) y phesein (decir); así, un προφήτης (prophḗtēs) es alguien que transmite mensajes de lo divino a los humanos, incluyendo, ocasionalmente, que predice eventos futuros. En una interpretación diferente, significa defensor u orador. Es utilizado para traductor el vocablo hebreo נָבִיא (nāvî) en la Septuaginta y el vocablo árabe نبي (nabī) entre otros.
En hebreo, el vocablo נָבִיא (nāvî), "portavoz", tradicionalmente, traducido como "profeta". La segunda subdivisión del Tanaj, (Nevi'im), es devota a los profetas hebreos. El significado de Navi es, tal vez, descrito en Deuteronomio 18:18, donde Dios dice, "... y pondré mis palabras en su boca, les diré todo lo que les ordenaré." Así, el Navi fue pensado ser la "boca" de Dios. Una tradición judía fue que la raíz nun - bet - alef ("Navi") se basa en una raíz de dos letras nun - bet la cual denota vacío o apertura; para recibir sabiduría transcendental, uno debe hacerse "abierto". El vocablo árabe نبي (nabī) es un cognado del vocablo hebreo.

## En la tradición judeocristiana

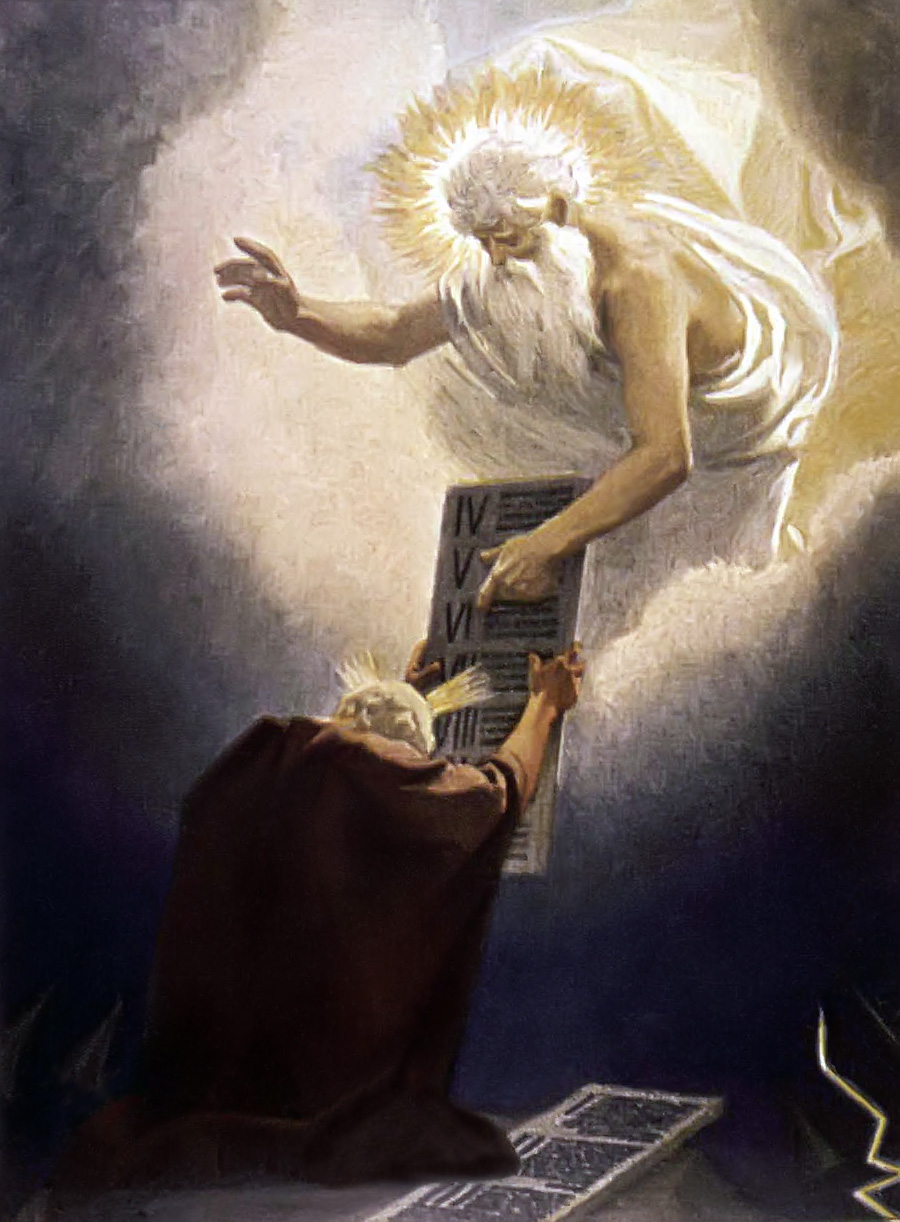
Otorgamiento de la Ley: Moisés recibe los Diez Mandamientos. Gebhard Fugel, 1900.

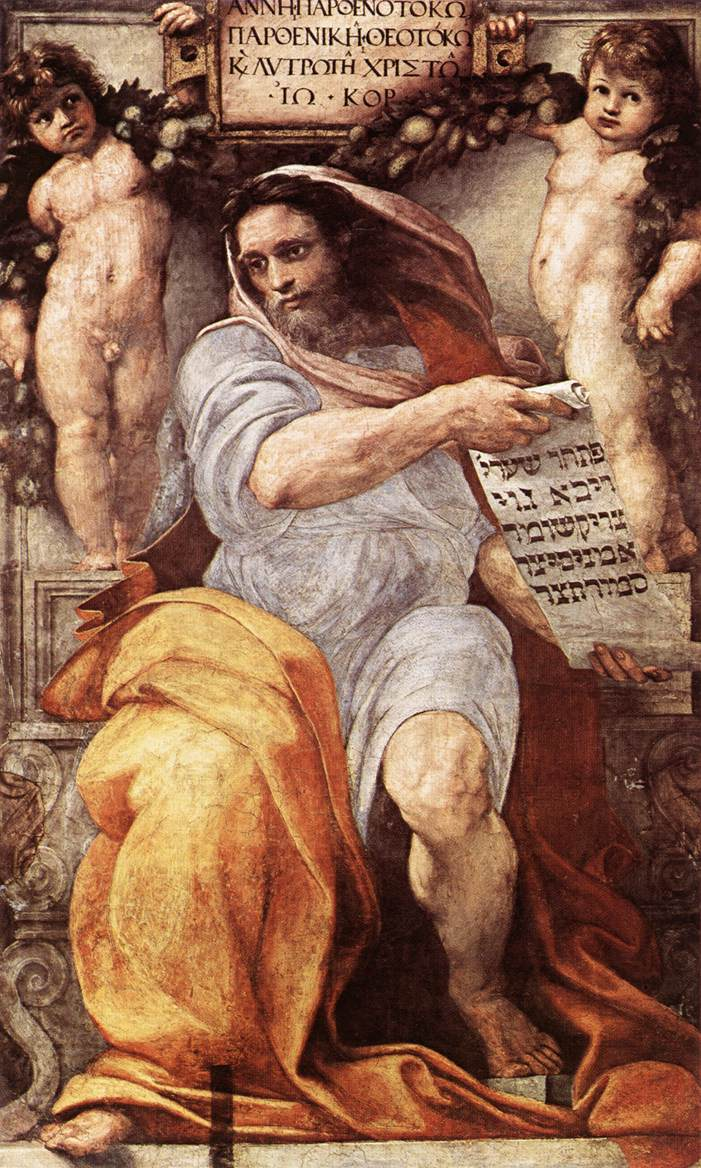
El Profeta Isaías. Rafael Sanzio, 1511-1512. Fresco en Sant'Agostino, Roma.

El judaísmo agrupa a los profetas del siguiente modo:
Profetas de la Torá
- Moisés
- Aarón
- Miriam.[5]
- Eldad y Medad.[6]
- Fineas.[7]

Profetas primeros
- Josué
- Débora
- Samuel
- Gad
- Natán
- David
- Salomón
- Jedutun.[8]
- Ajías
- Elías
- Eliseo
- Shemaia.[9]
- Ido.[10]
- Janani.[11]
- Jehú.[12]
- Micaia.[13]
- Jaziel.[14]
- Eliezer[15]
- Zacarías ben Yehudía.[16]
- Hulda.[17]

4 Profetas mayores
- Isaías
- Jeremías
- Ezequiel
- Daniel

12 Profetas menores
- Oseas
- Joel
- Amós
- Abdías
- Jonás
- Miqueas
- Nahum
- Habacuc
- Sofonías
- Hageo
- Zacarías
- Malaquías

Profetas bíblicos, conocidos también como los Profetas del pueblo de Israel, presentados por orden alfabético

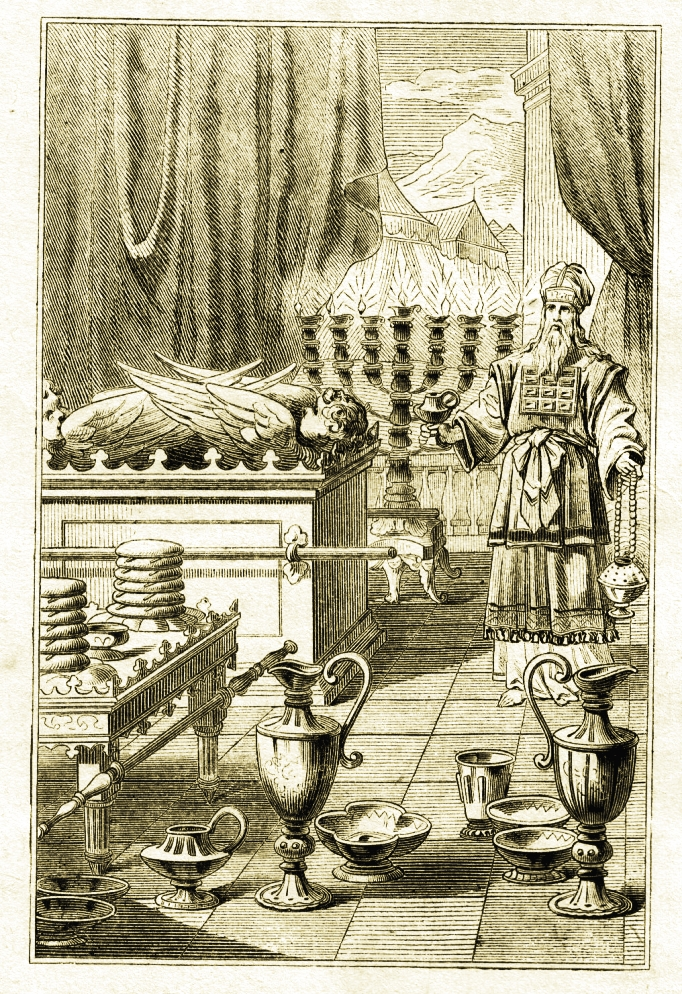
Aarón.
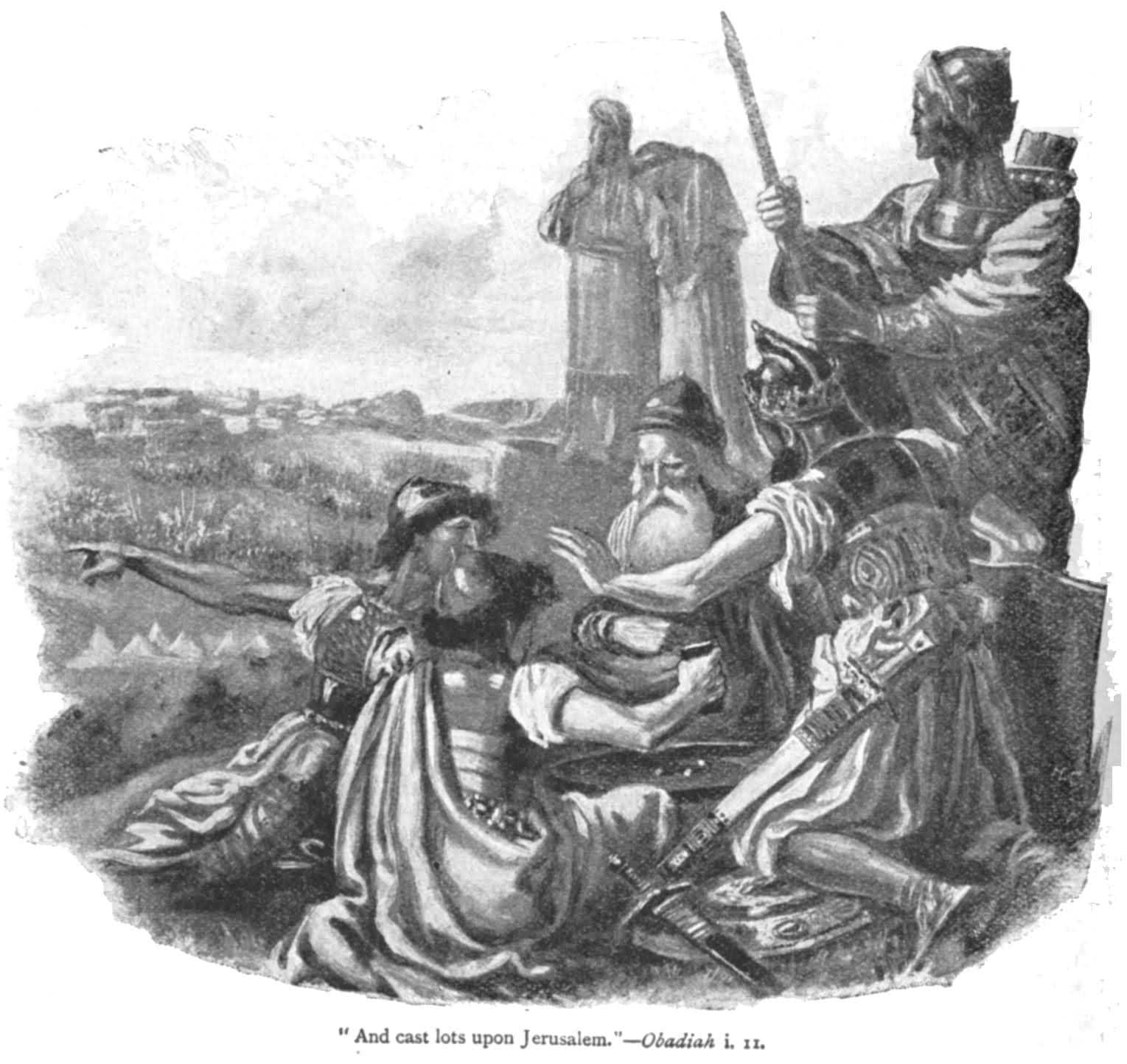
Abdías.
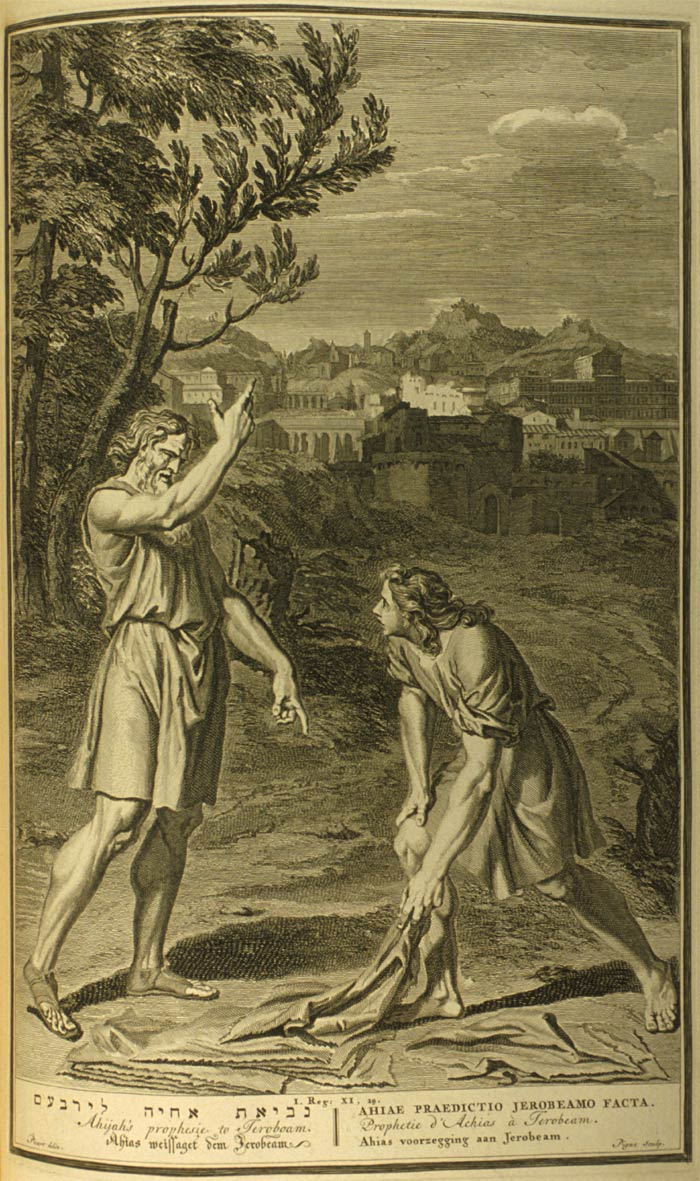
Ajías.
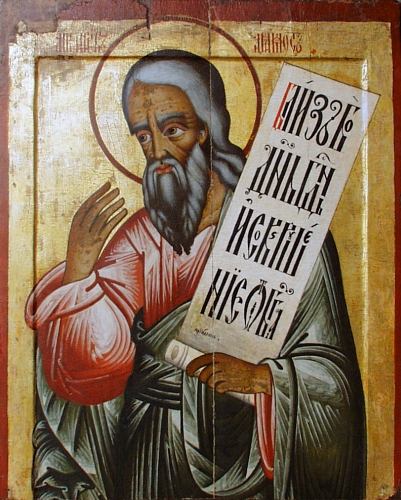
Amós.
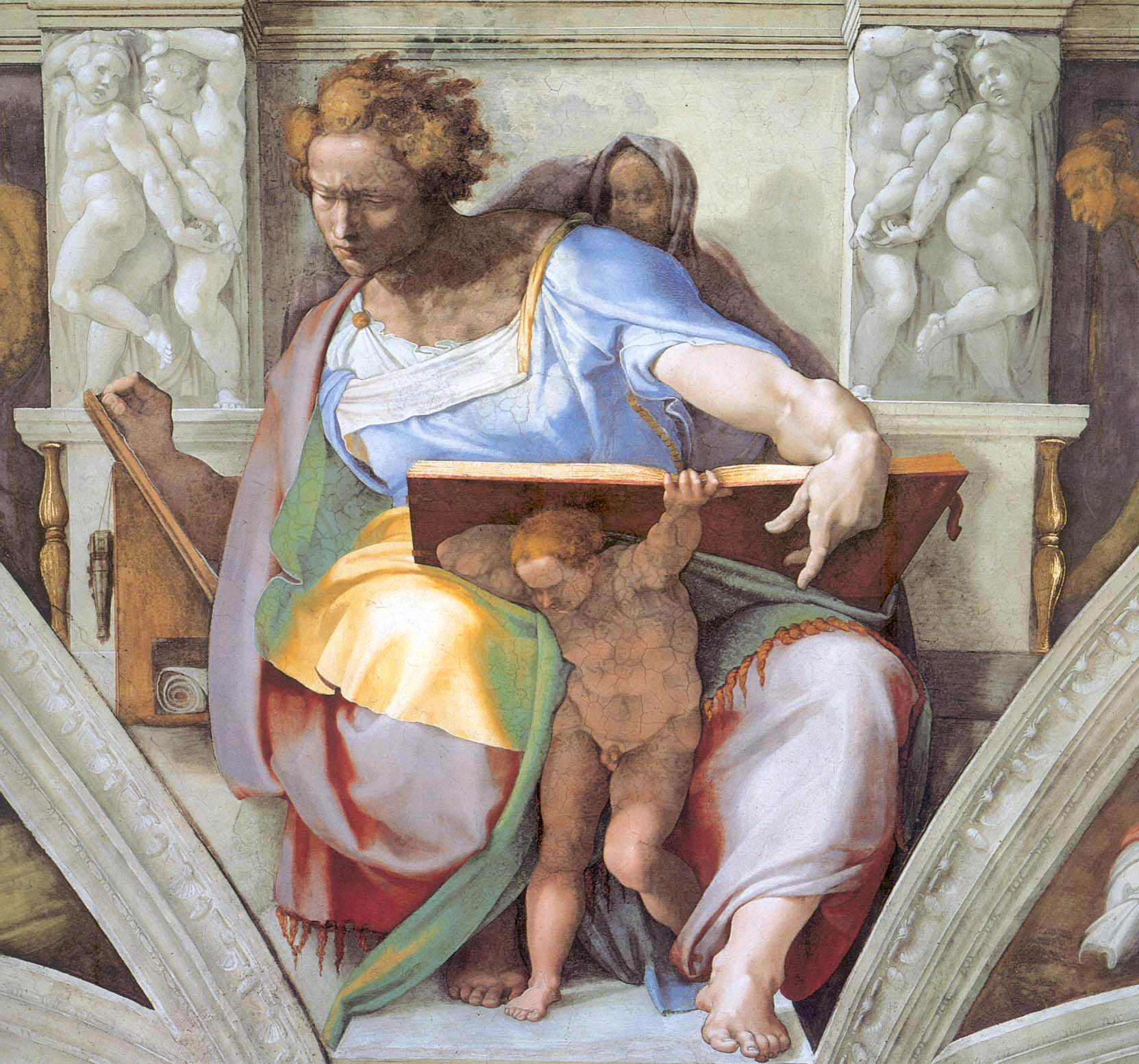
Daniel.
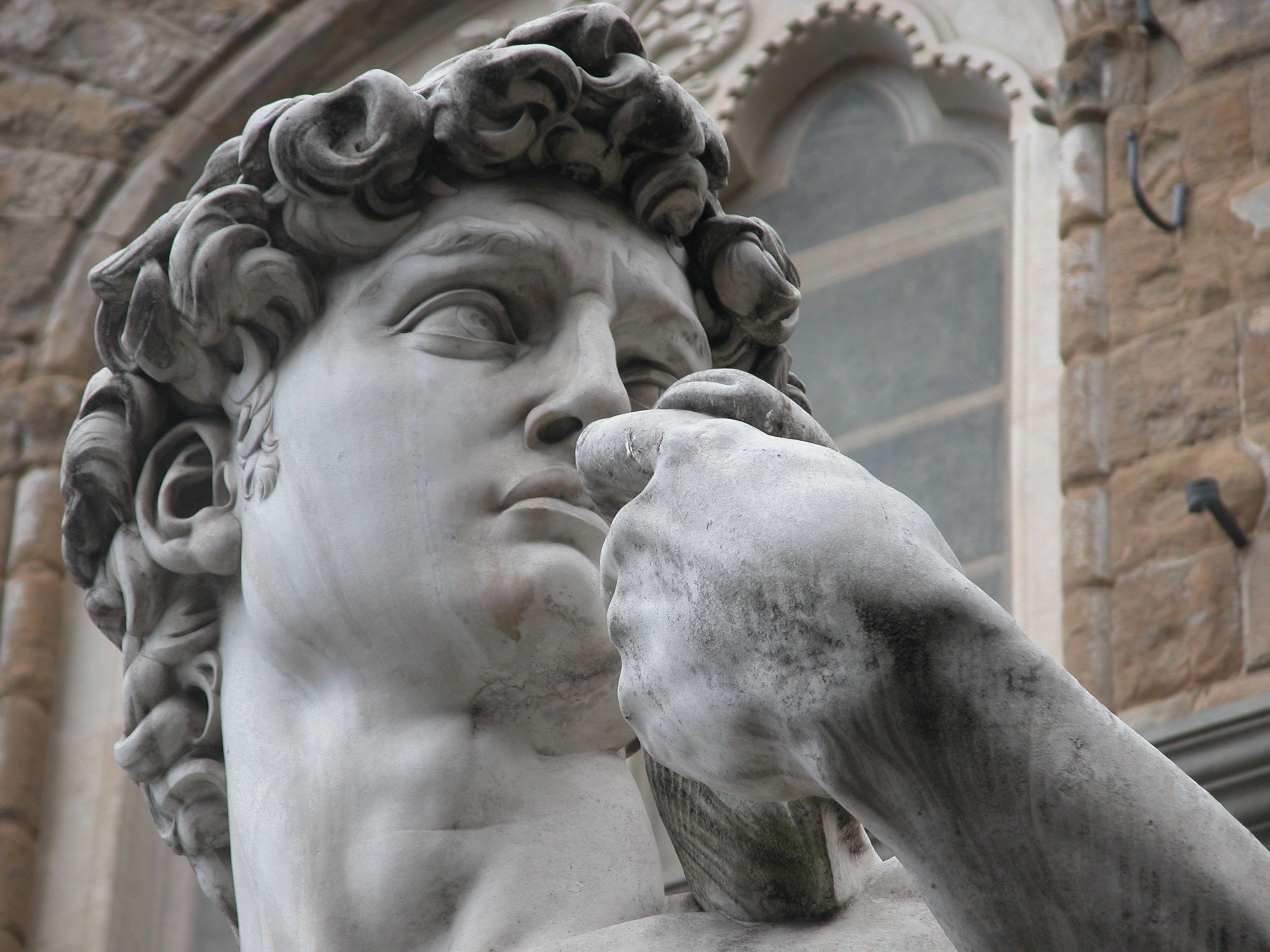
David.
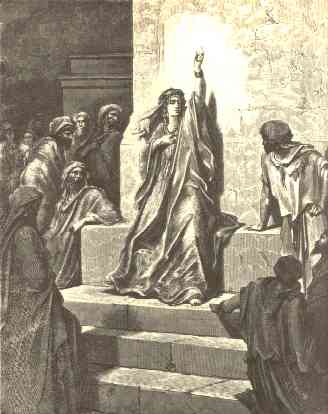
Débora.
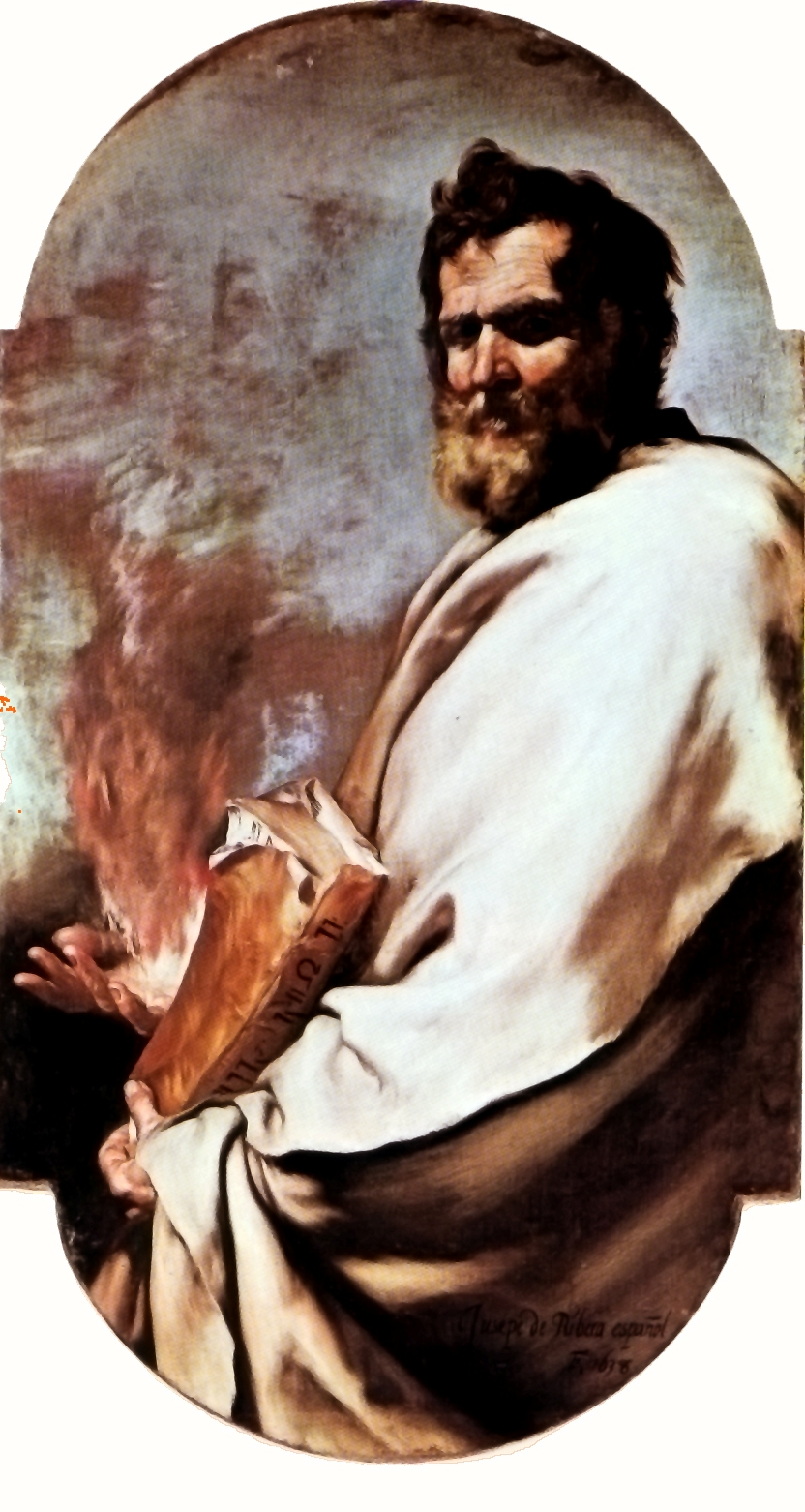
Elías.
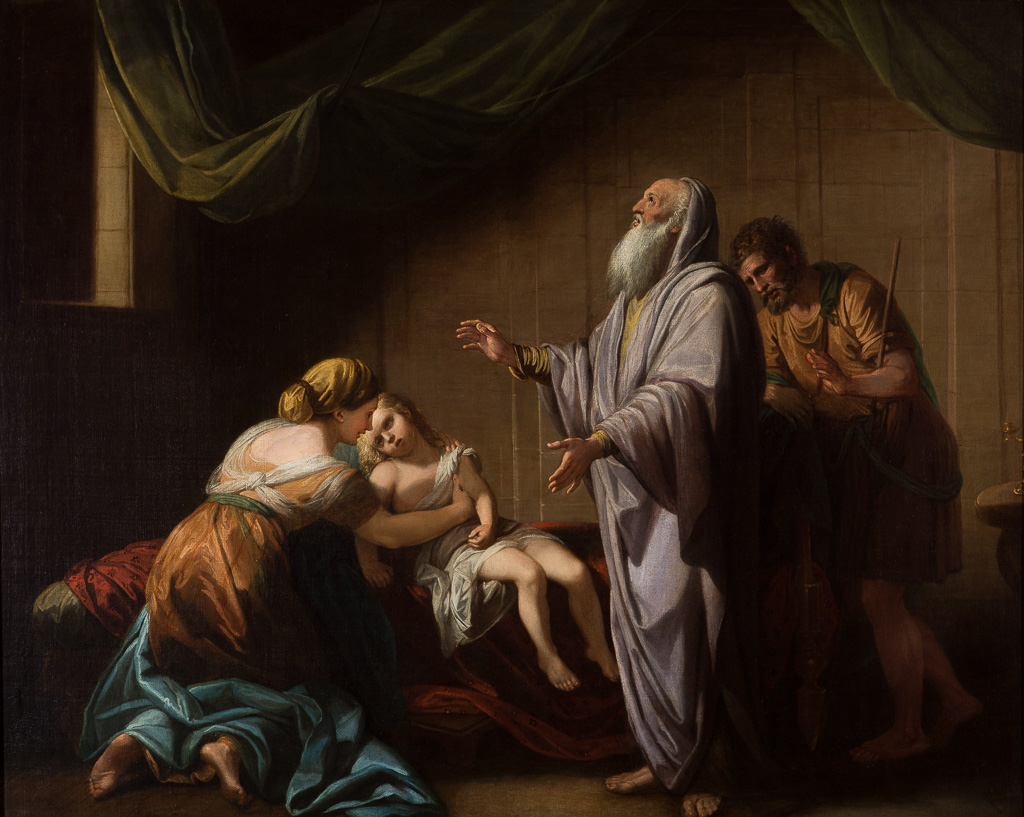
Eliseo.
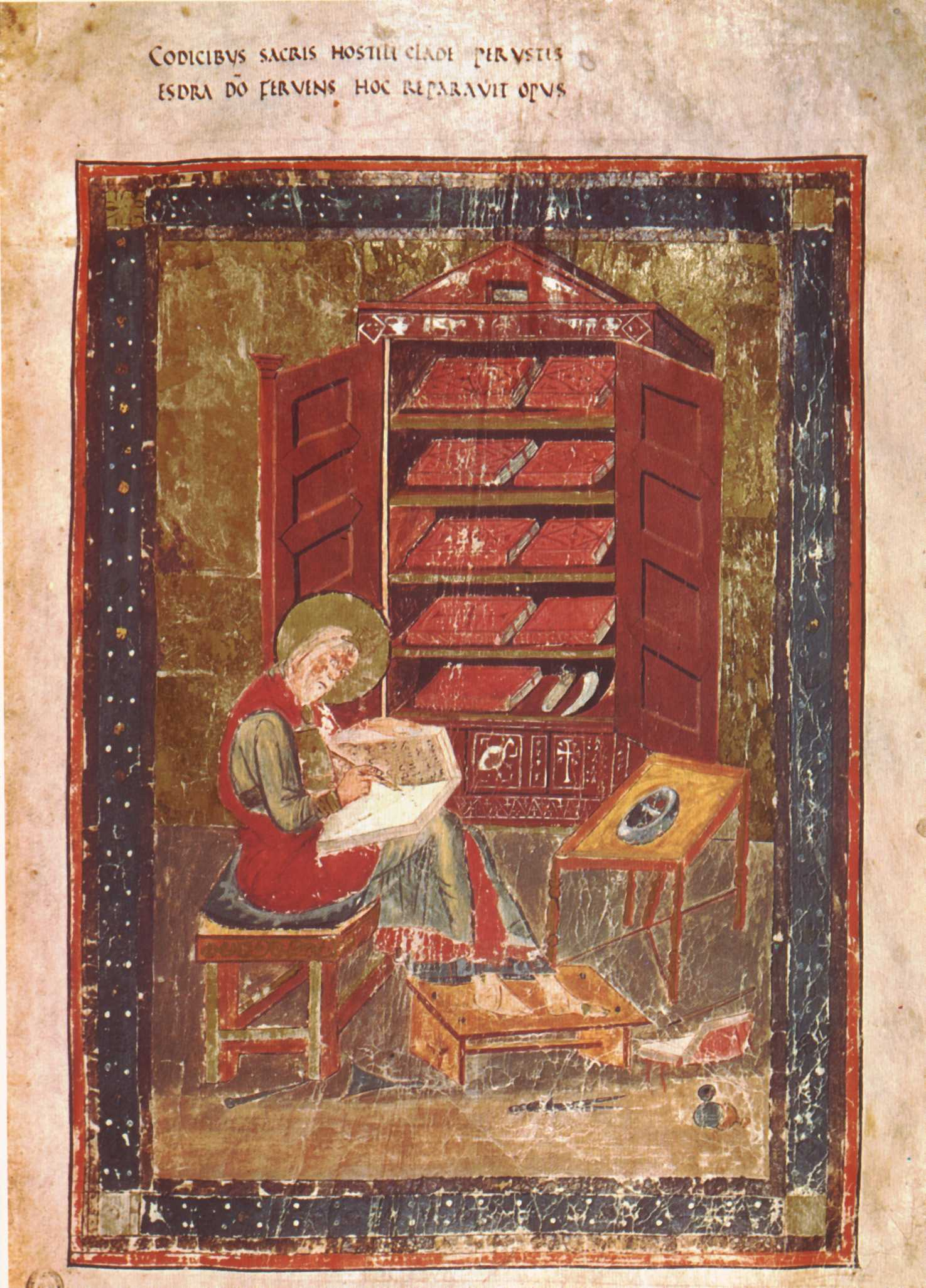
Esdras.
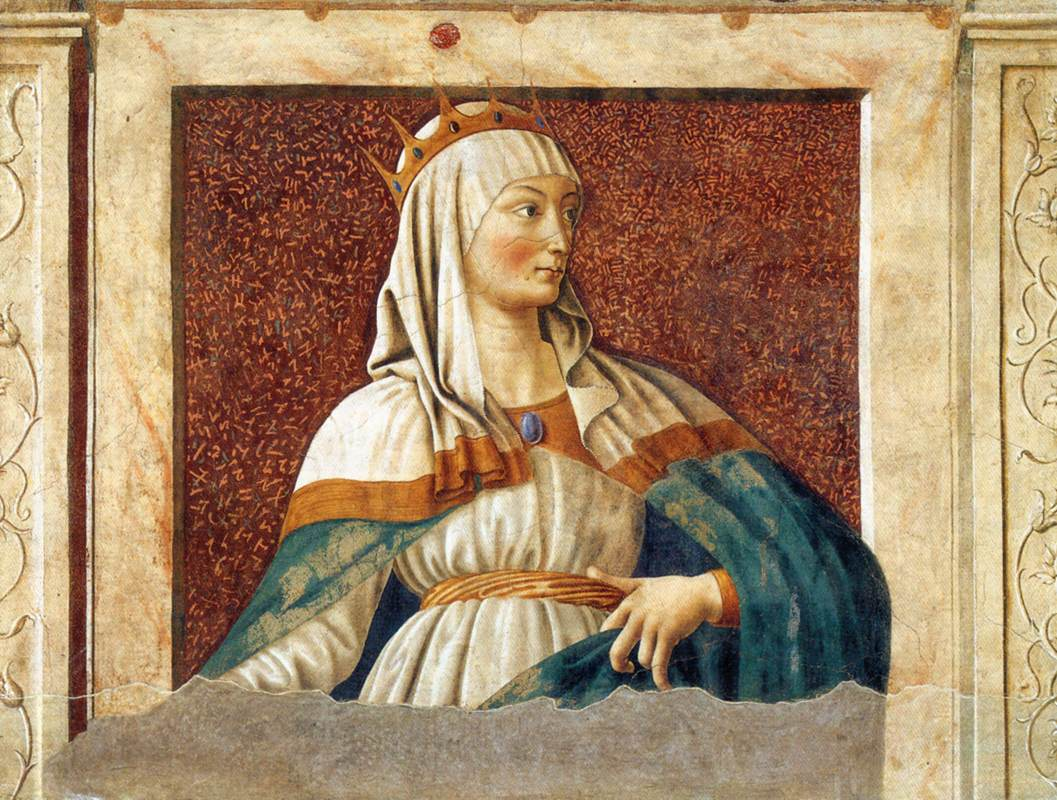
Ester.
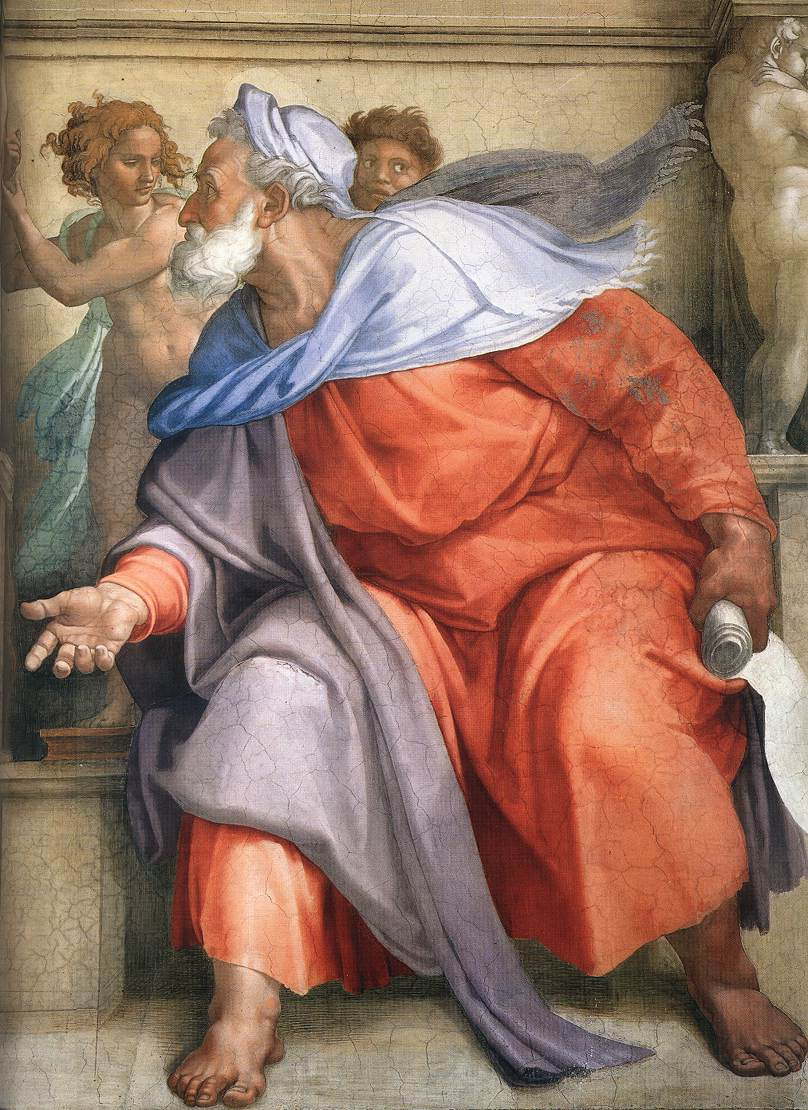
Ezequiel.
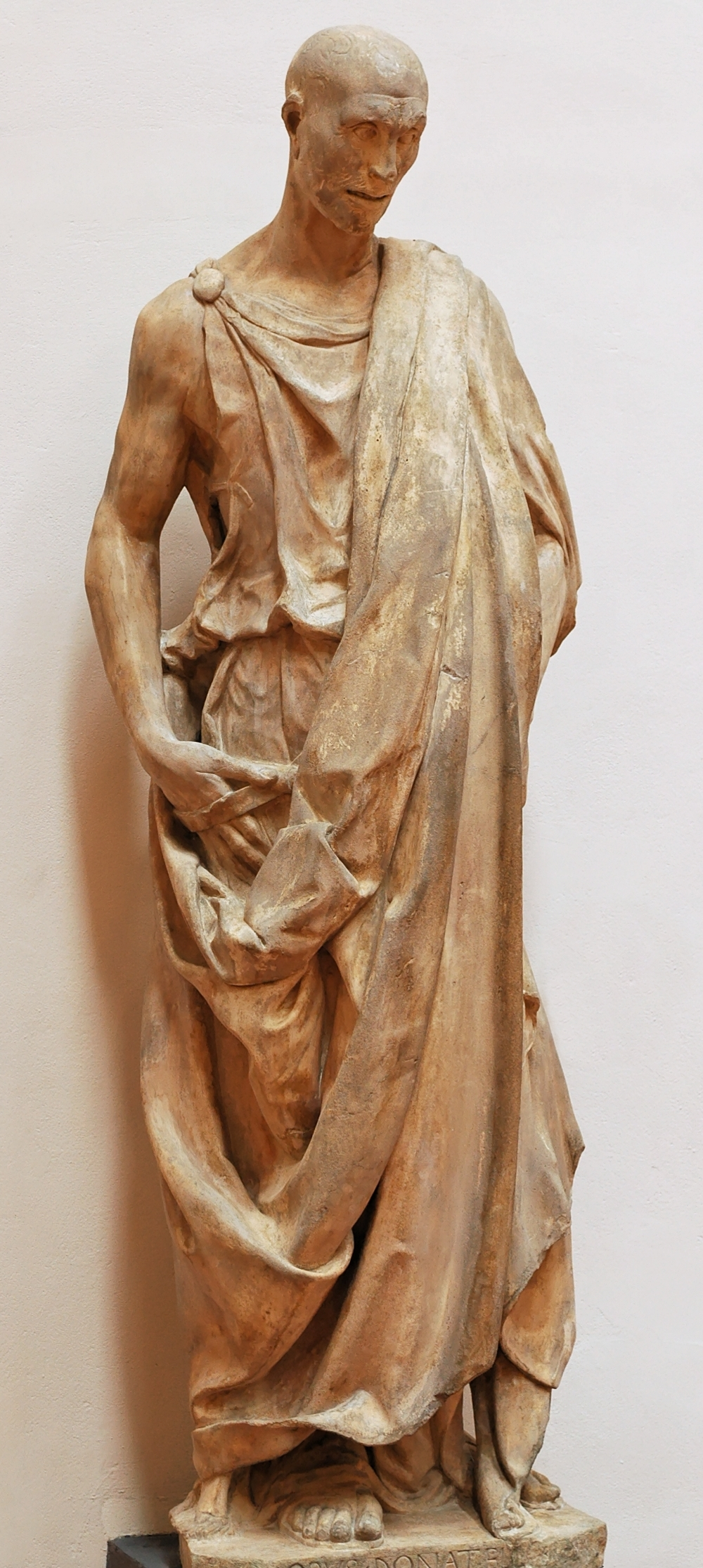
Habacuc.
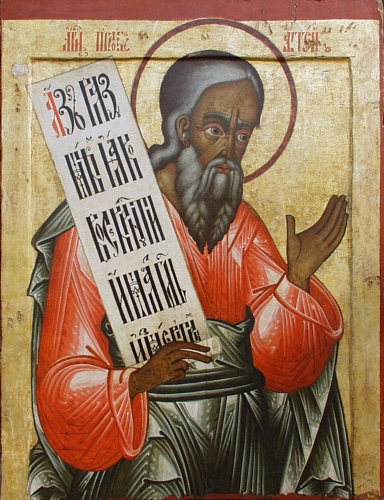
Hageo.
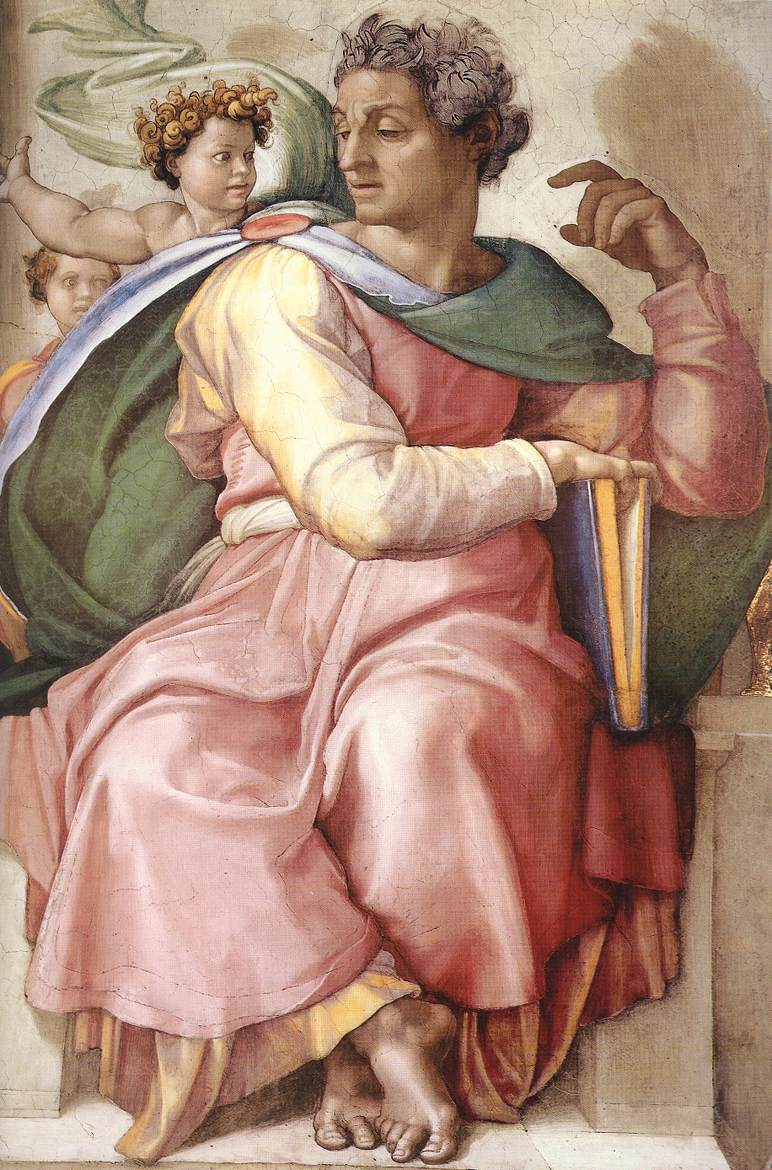
Isaías.
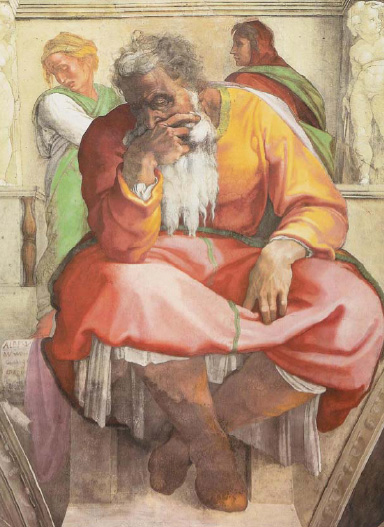
Jeremías.
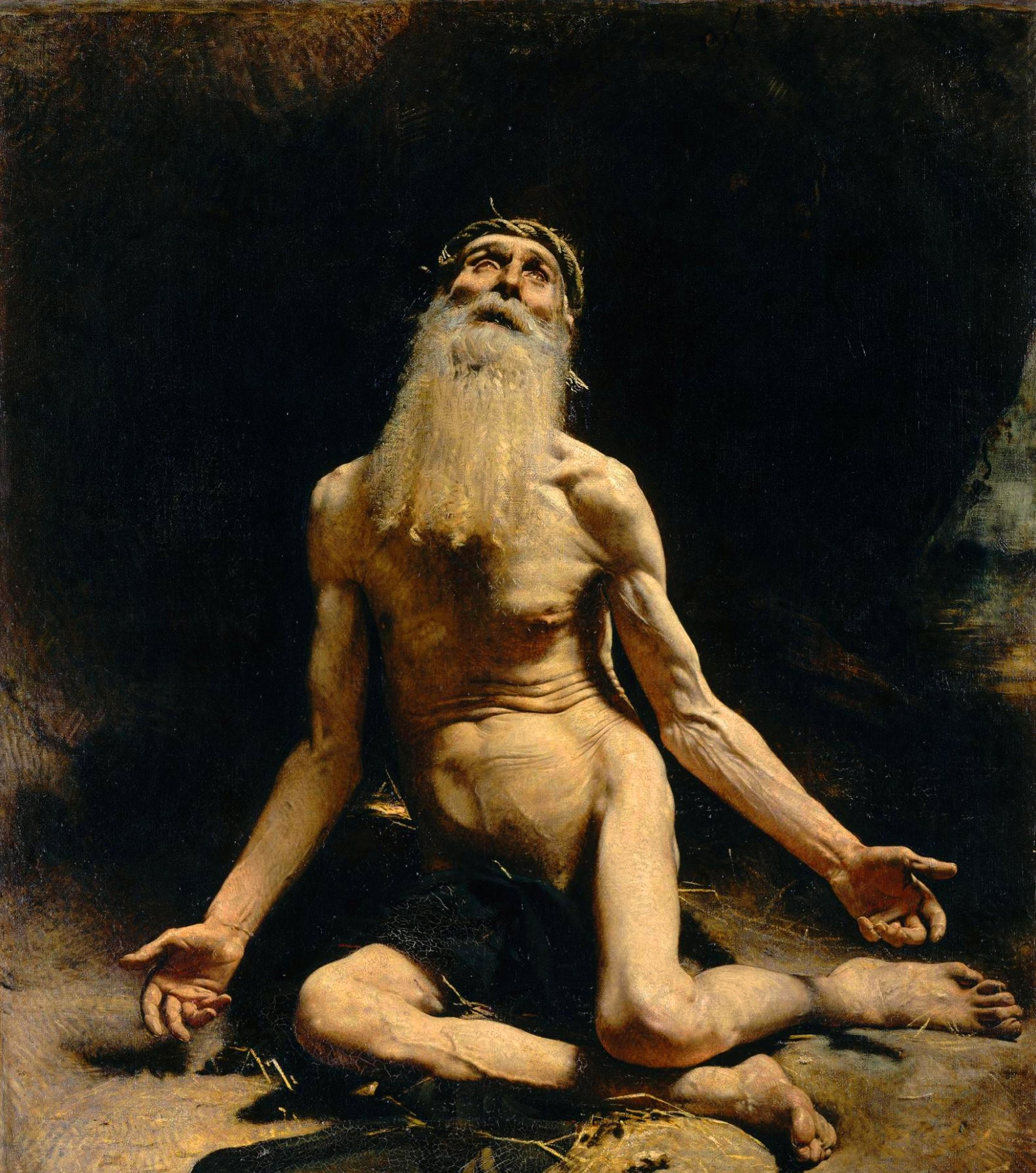
Job.
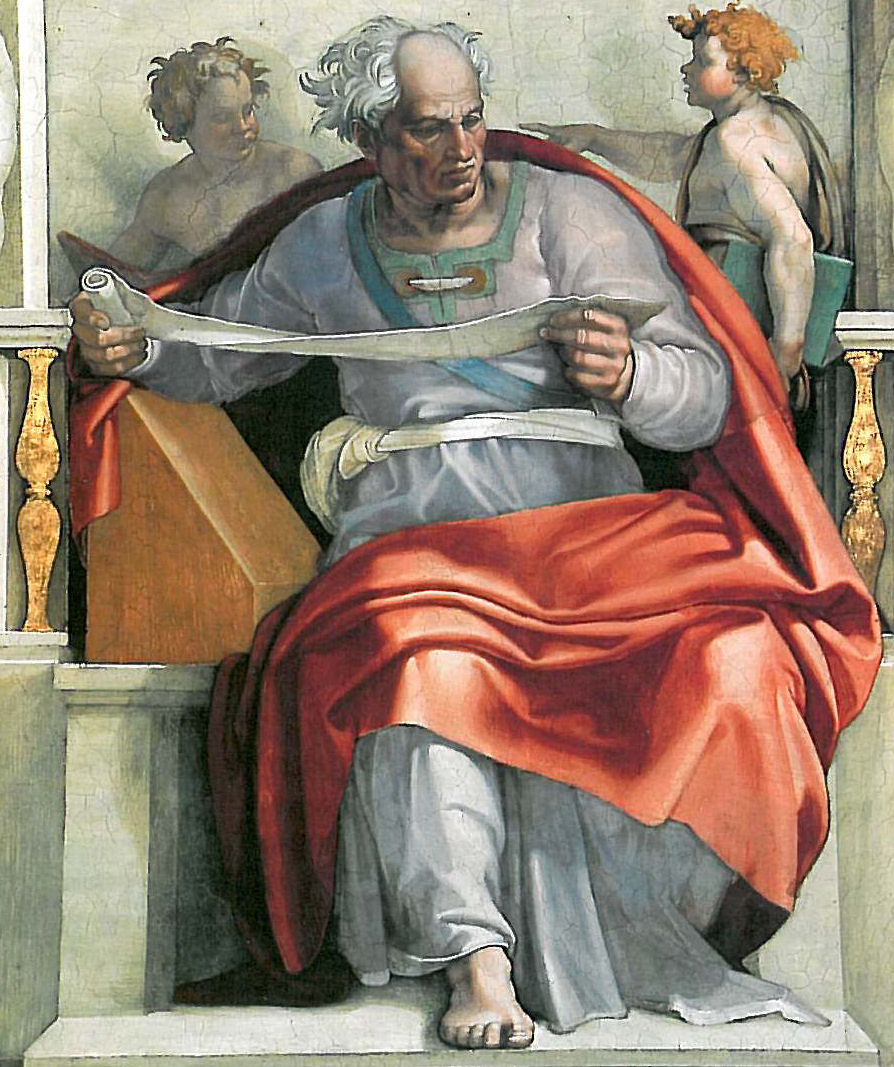
Joel.
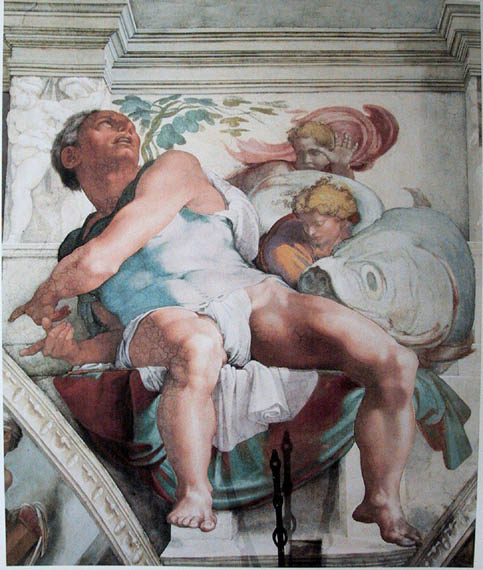
Jonás.
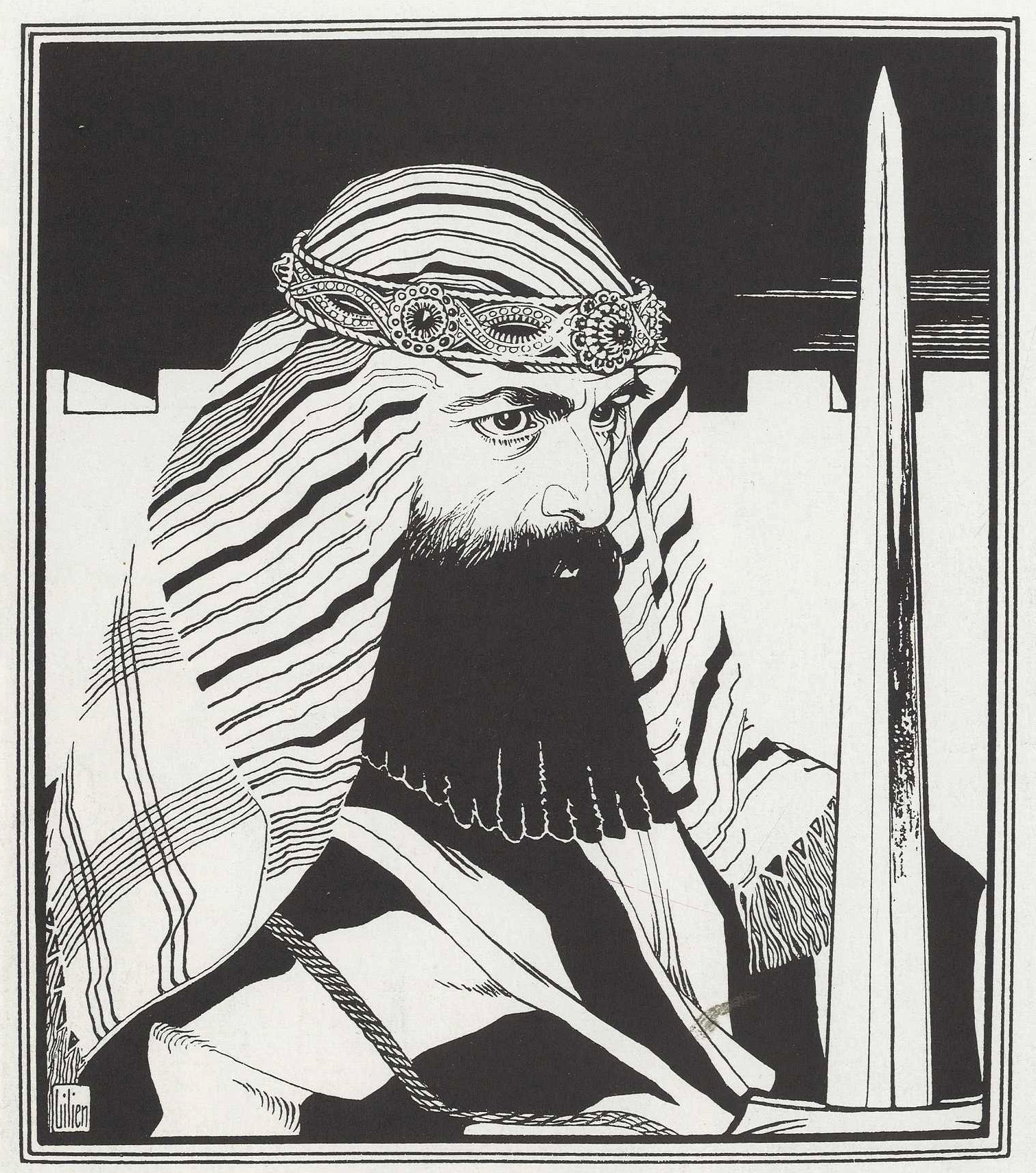
Josué.
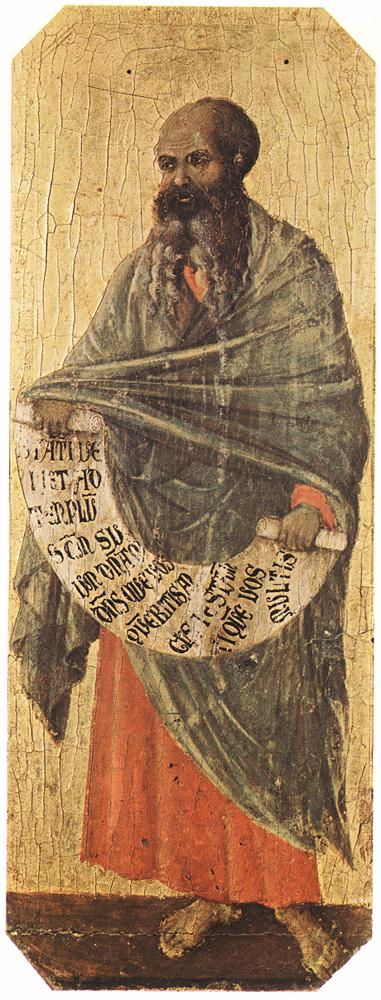
Malaquías.
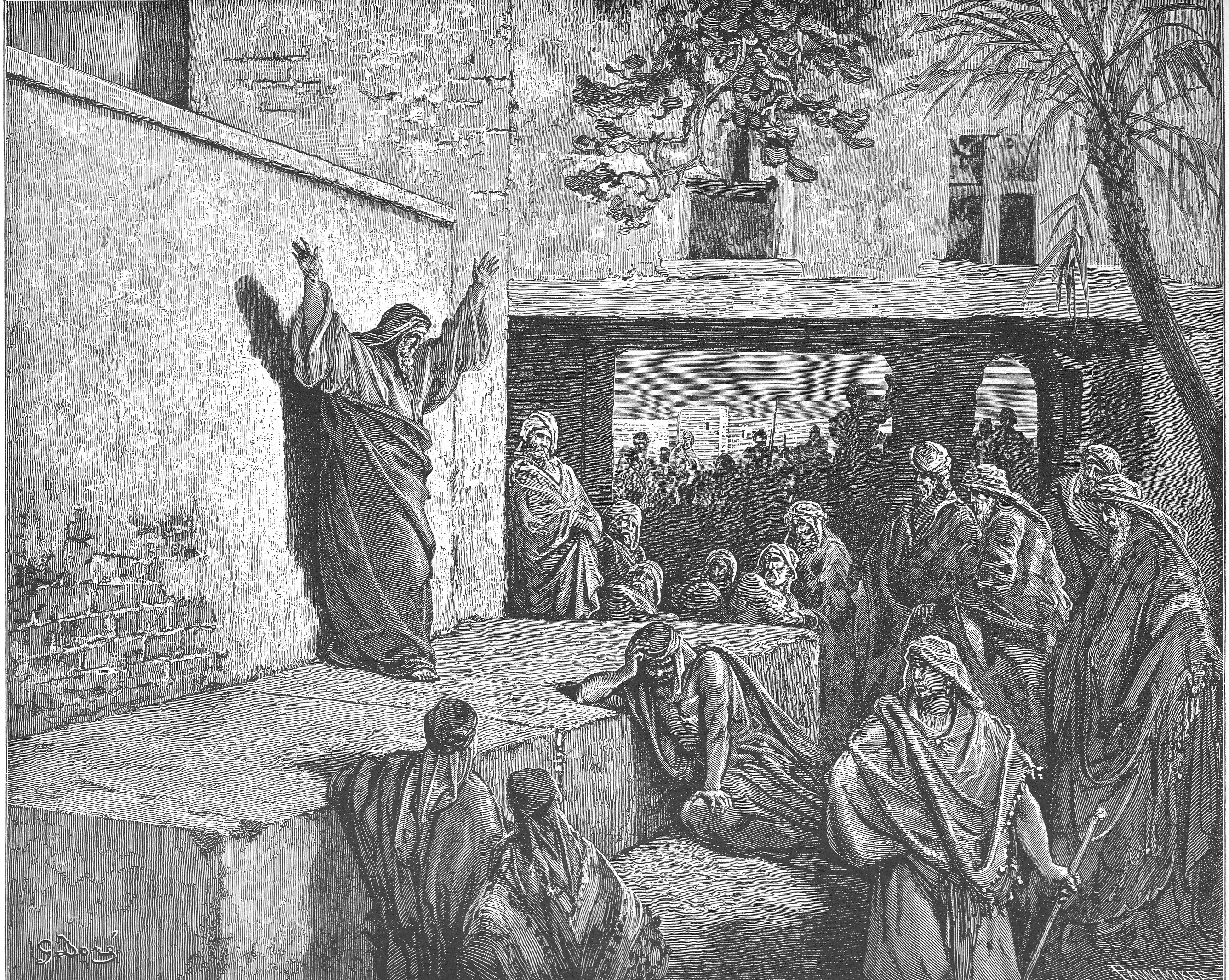
Miqueas.
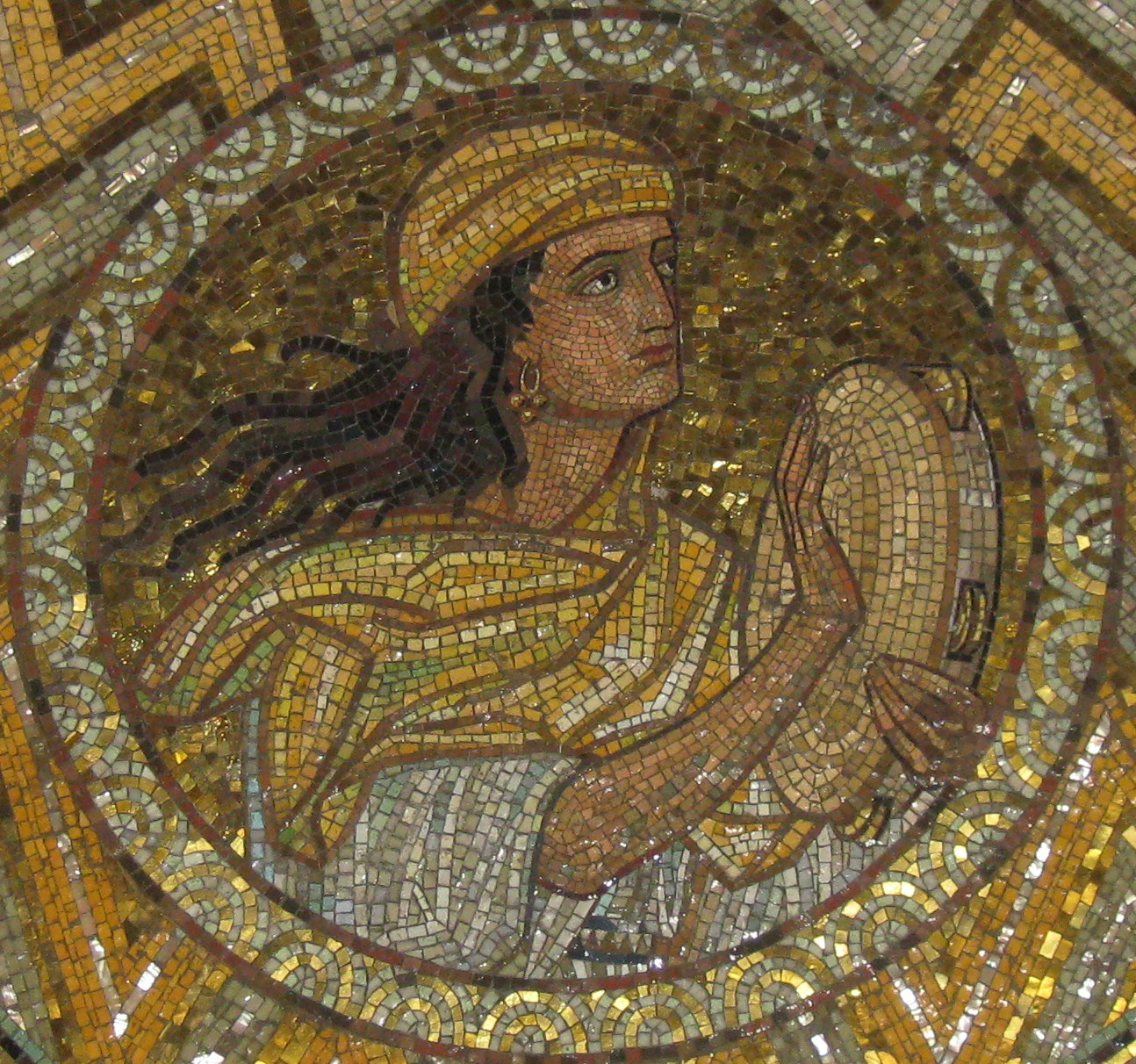
Miriam.
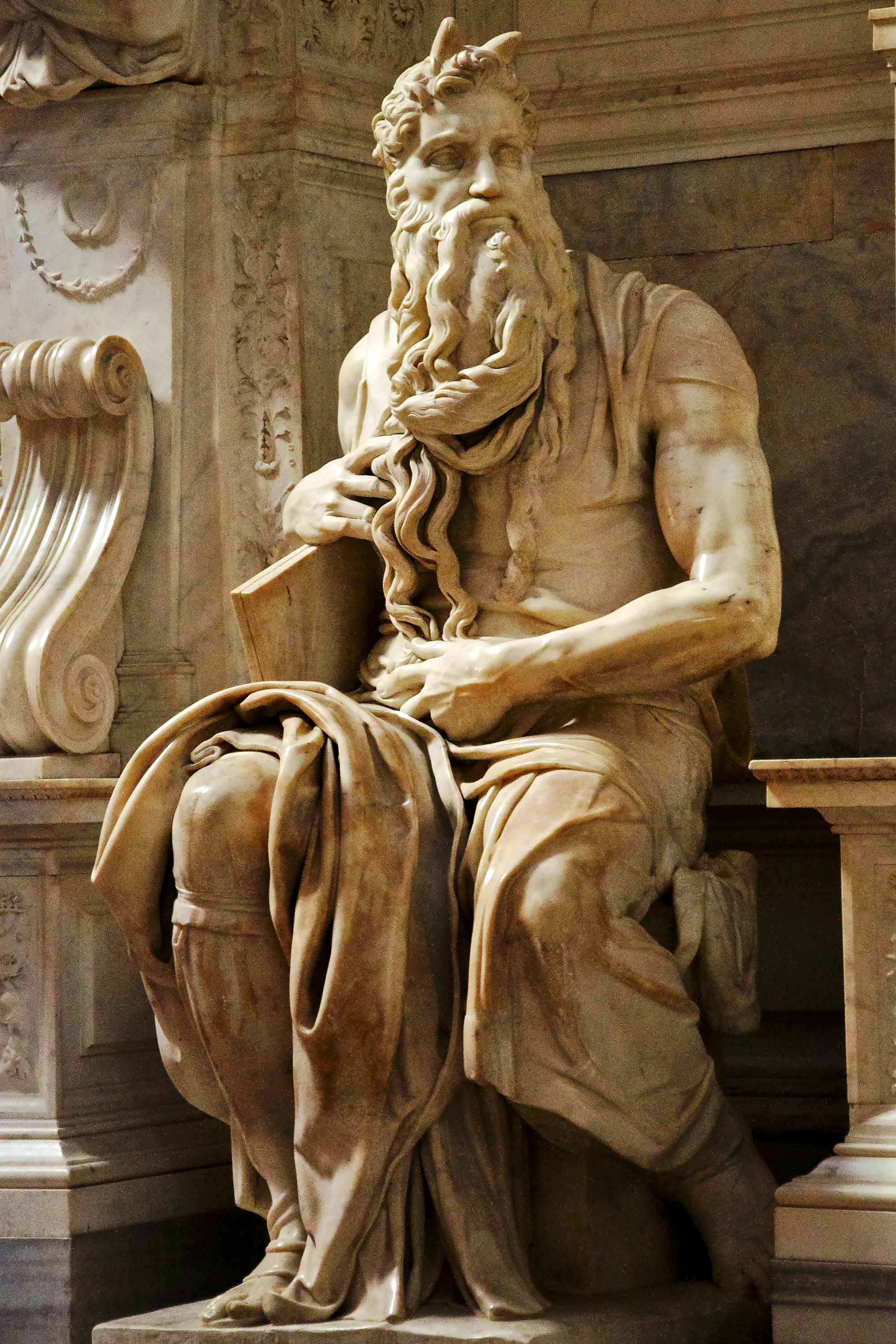
Moisés.
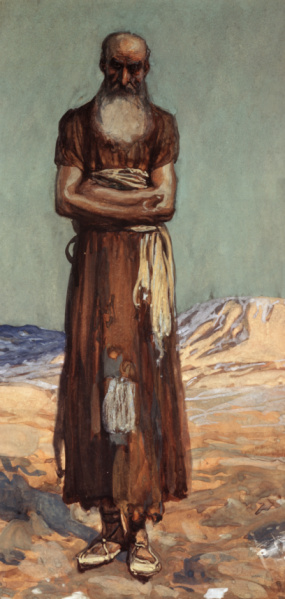
Nahum.
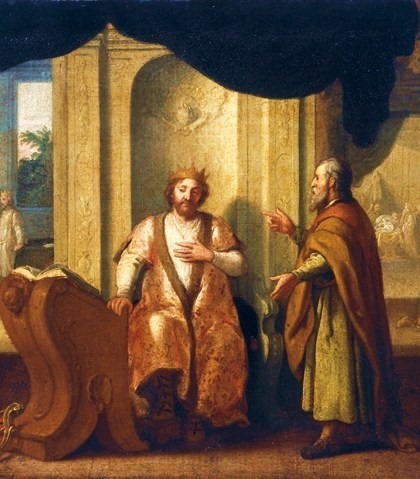
Natán.
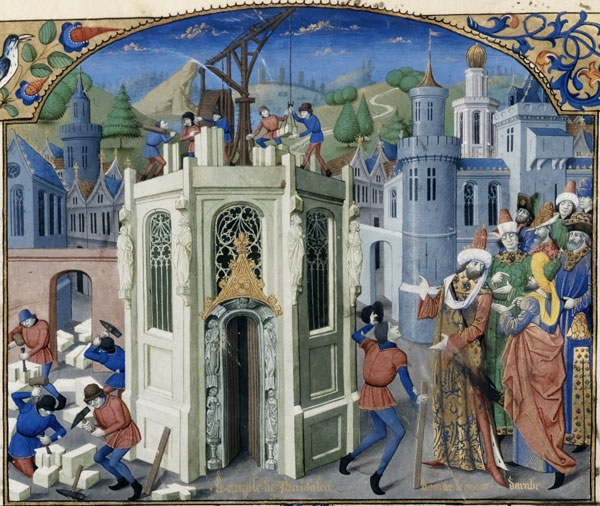
Nehemías.
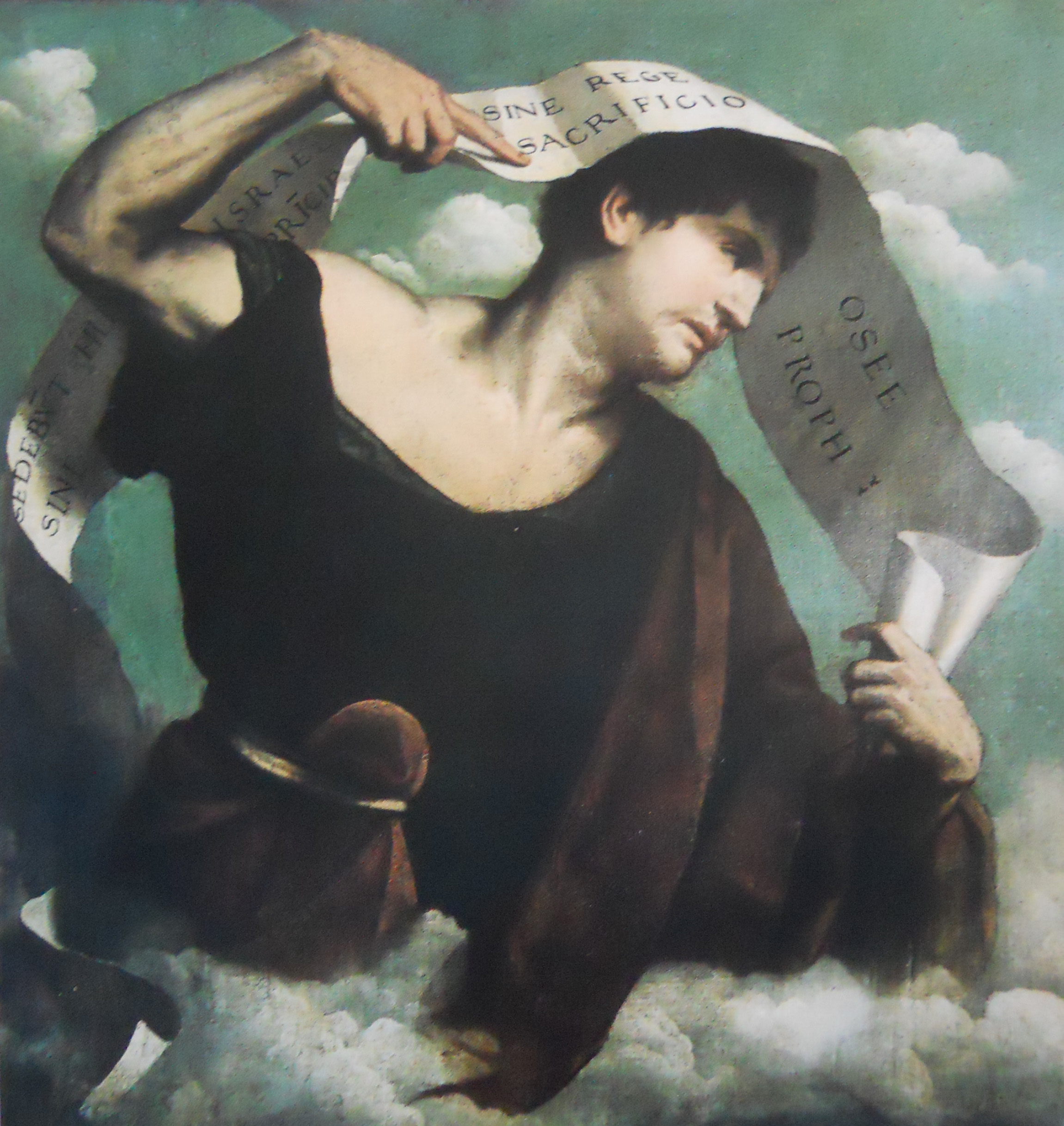
Oseas.
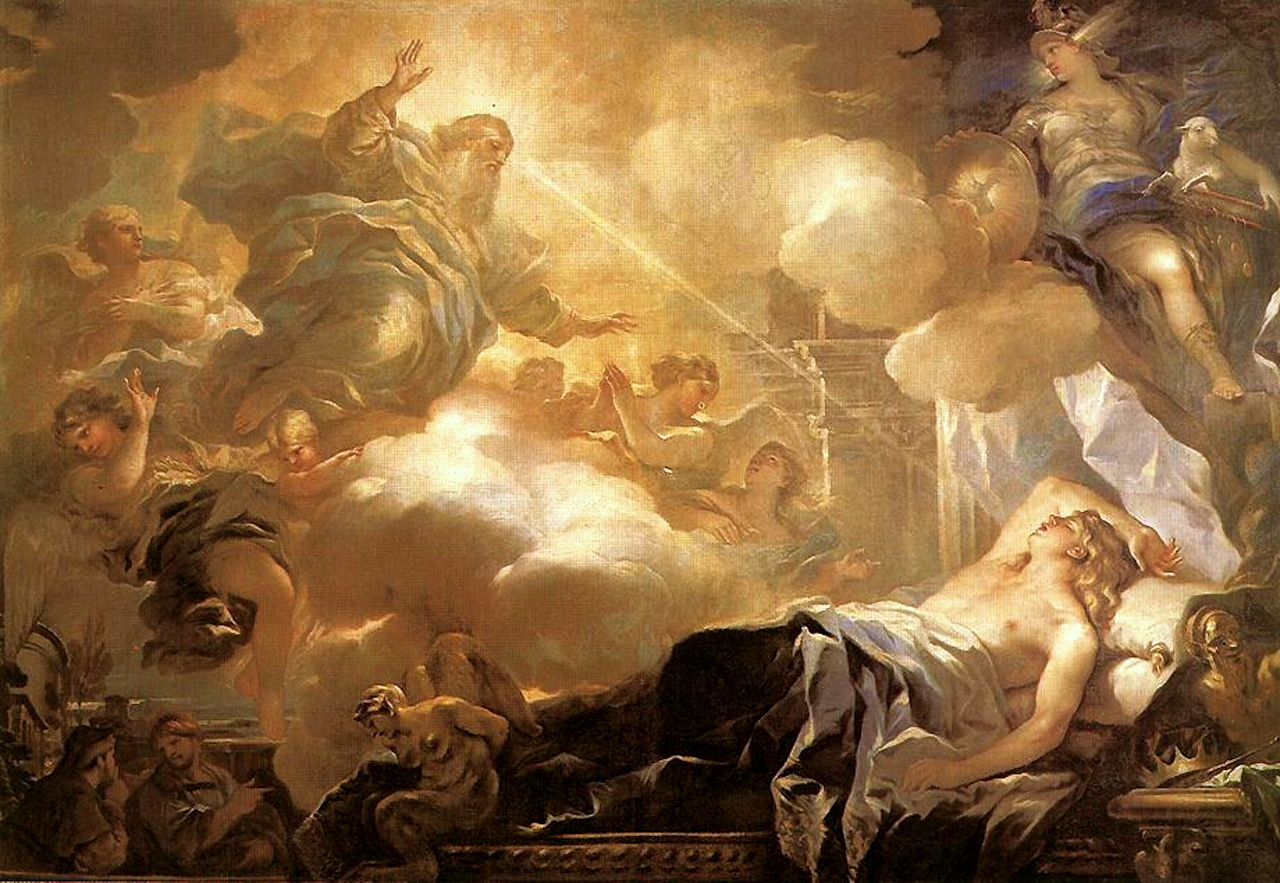
Salomón.
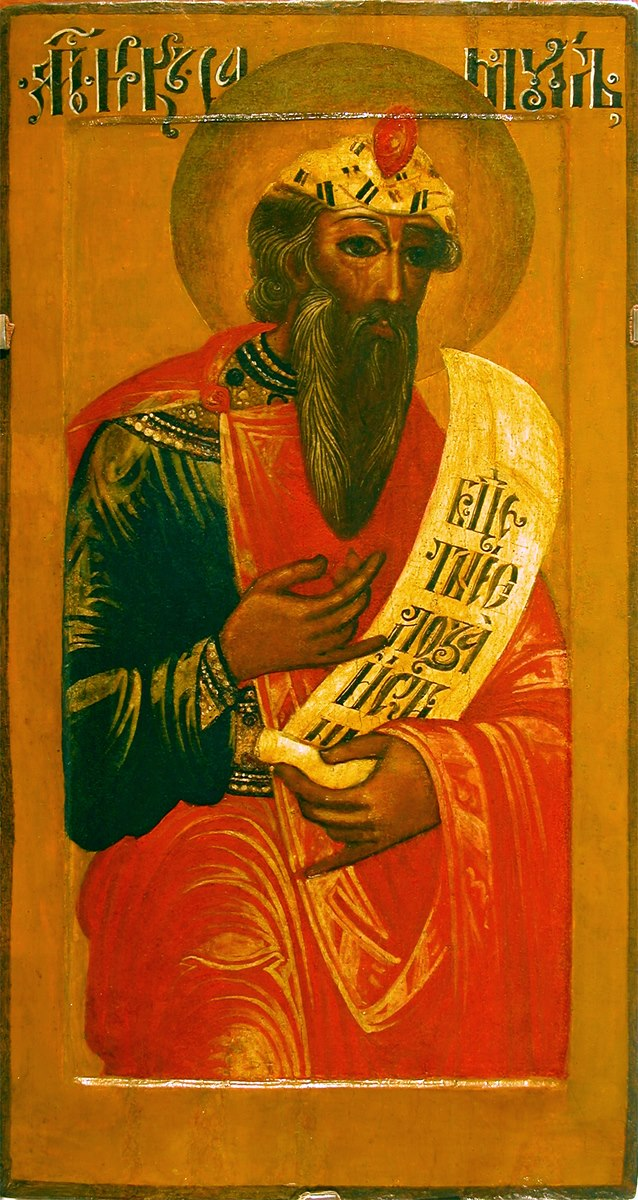
Samuel.
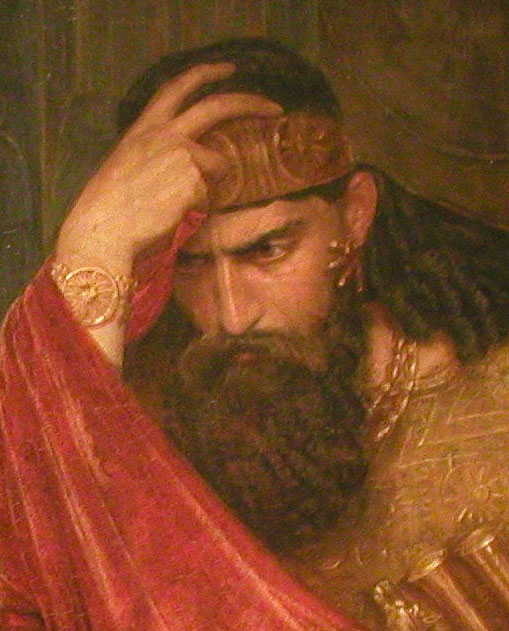
Saúl.
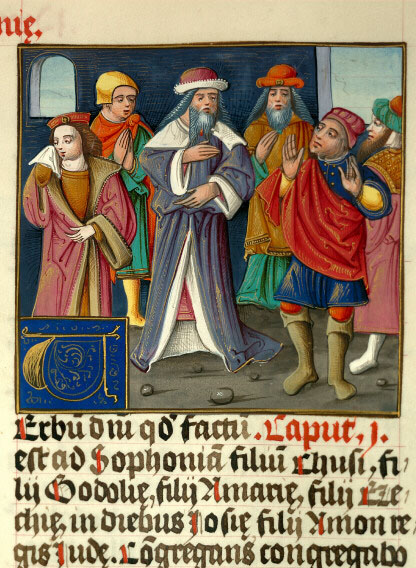
Sofonías.
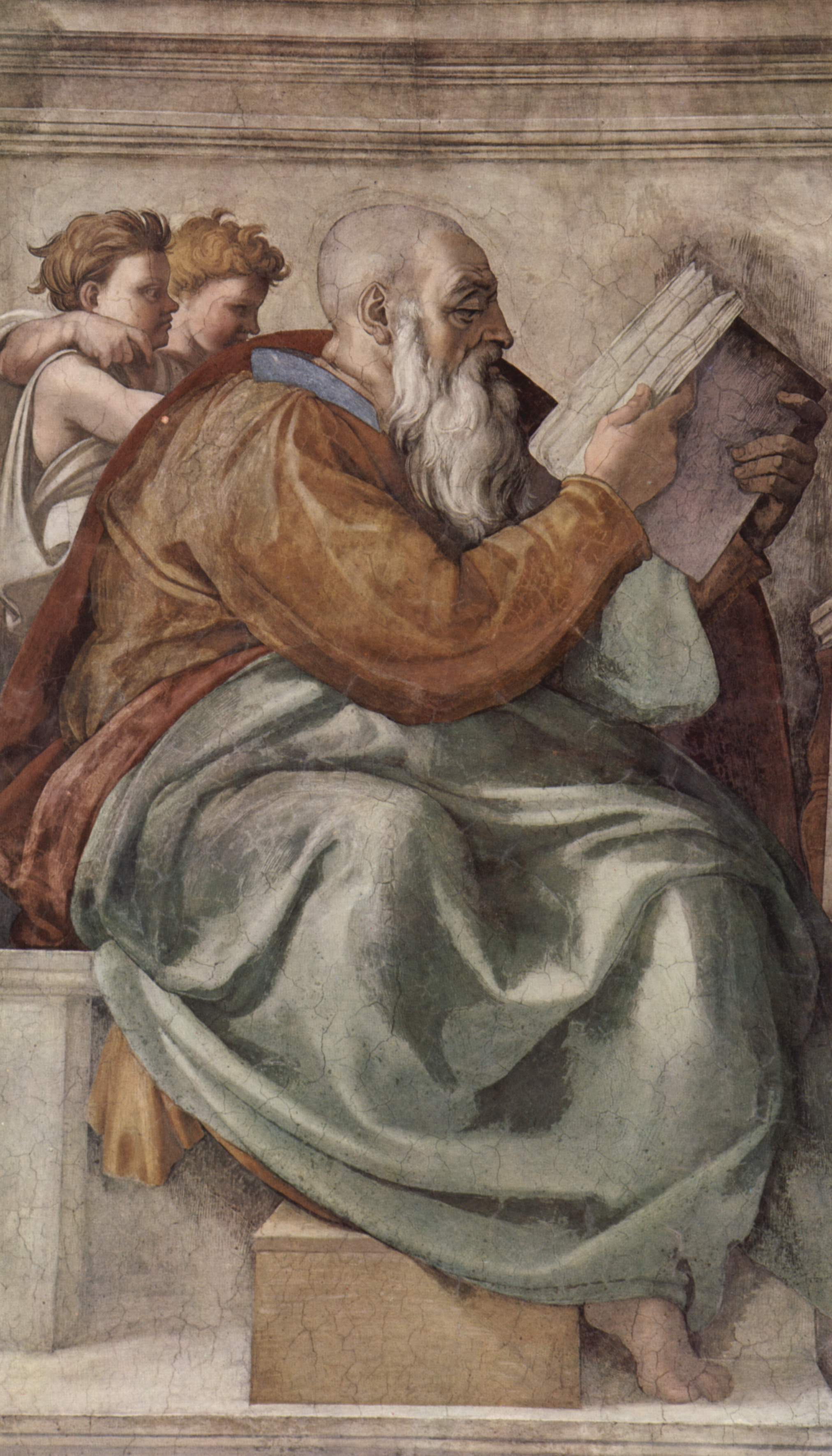
Zacarías.

- Aarón.[19]
- Abdías.[20]
- Ajías.[21]
- Amós.[22]
- Daniel.[23]
- David.[24]
- Débora.[25]
- Elías.[26]
- Eliseo.[27]
- Esdras.[28]
- Ester.[29]
- Ezequiel.[30]
- Habacuc.[31]
- Hageo.[32]
- Isaías.[33]
- Jeremías.[34]
- Job.[35]
- Joel.[36]
- Jonás.[37]
- Josué.[38]
- Malaquías.[39]
- Miqueas.[40]
- Miriam.[41]
- Moisés.[42]
- Nahum.[43]
- Natán.[44]
- Nehemías.[45]
- Oseas.[46]
- Salomón.[47]
- Samuel.[48]
- Saúl.[49]
- Sofonías.[50]
- Zacarías.[51]

### Cristianismo
Para el cristianismo, el término se refiere tanto a los profetas anteriores a Jesús como a quienes, posteriormente, cumplieron una función profética en la iglesia cristiana. A través de la Vulgata la palabra profeta pasó al latín como prophēta y de allí a las lenguas románicas y germánicas.
Dentro del cristianismo, Juan el Bautista es considerado el último profeta precediendo a Jesús de Nazaret, quien, además de sus otros títulos (Mesías, Salvador, Rey de reyes, Hijo de Dios, etc.), es a su vez considerado el mayor Profeta.

También profetas según la tradición cristiana
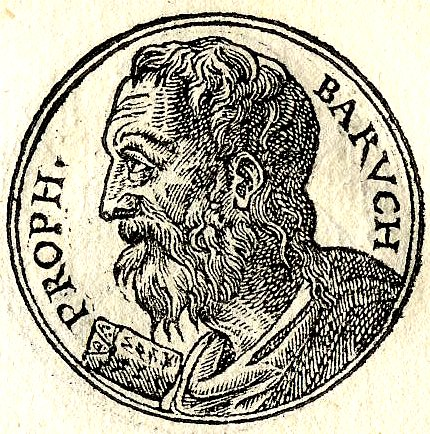
Baruc.
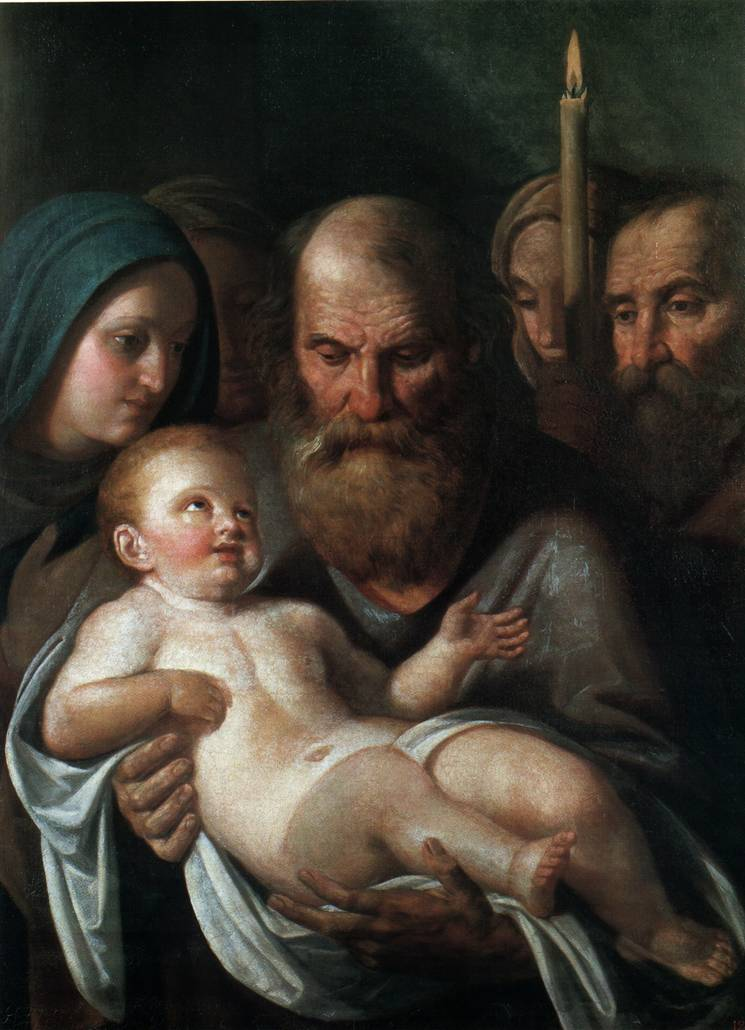
Simeón.
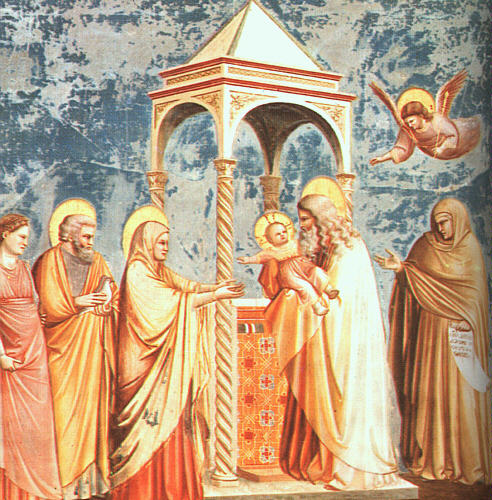
Ana.
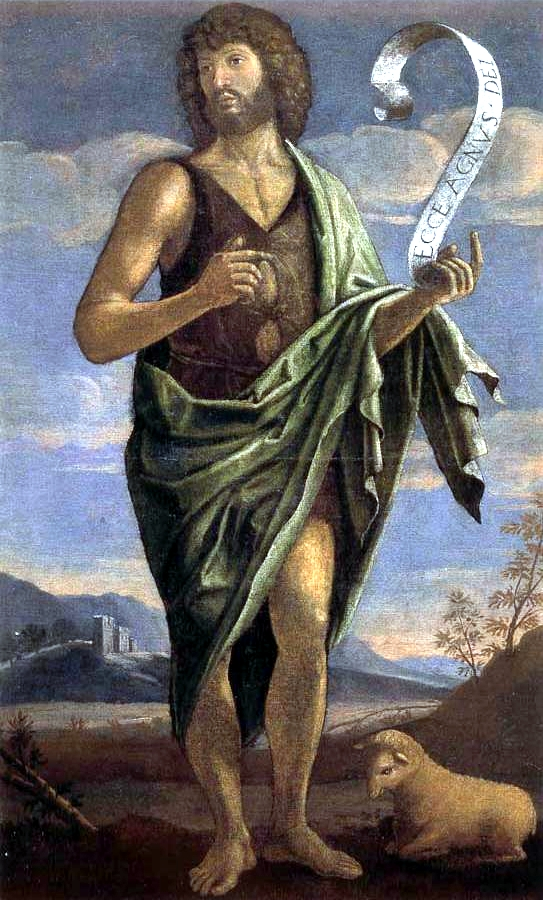
Juan el Bautista
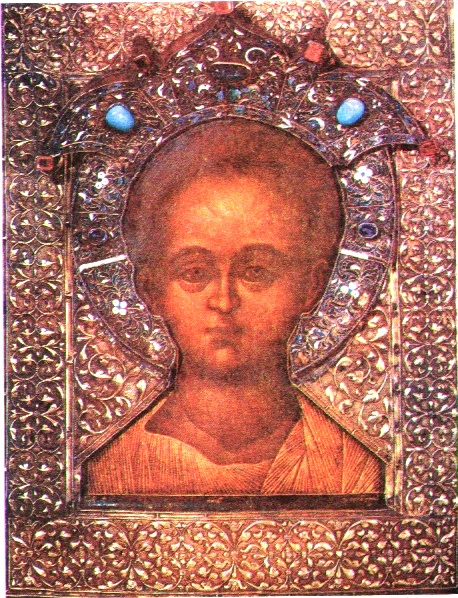
Emmanuel.
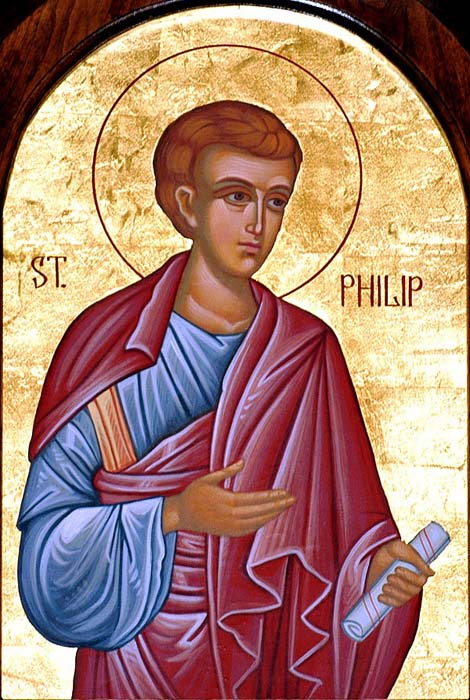
Felipe el Diacono.
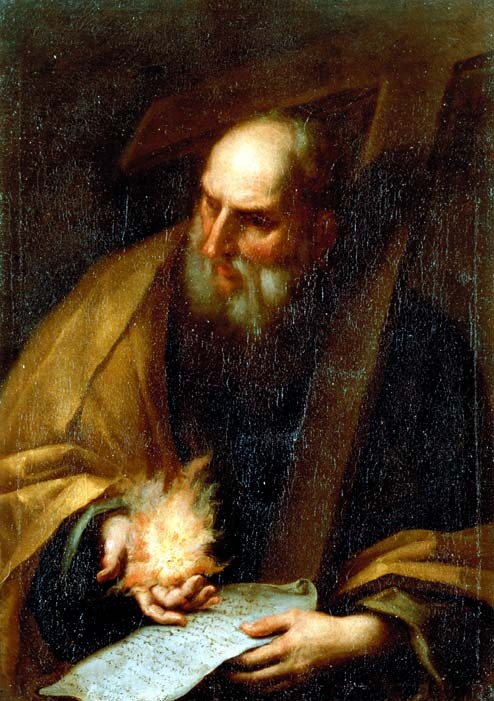
Bernabé apóstol.
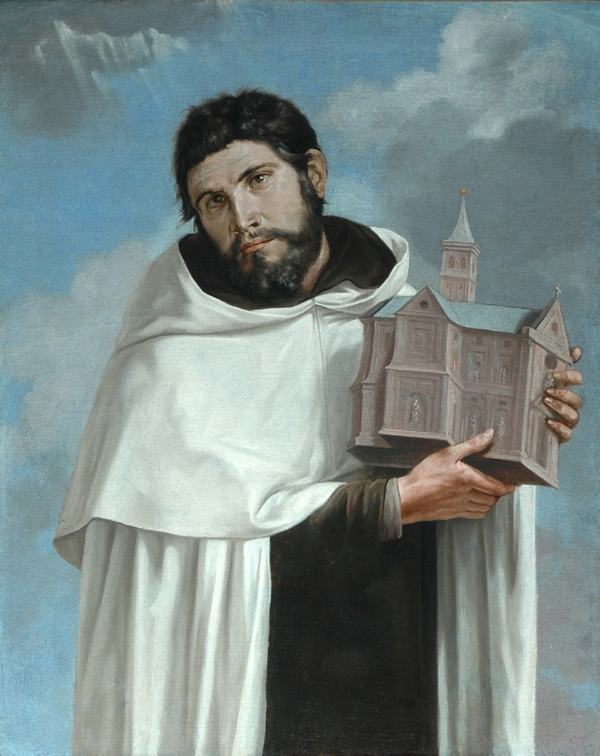
Ágabo.

#### Profetas post-bíblicos
El cristianismo enseña que el último profeta de la Antigua Alianza fue Juan el Bautista. A pesar de esto, en el nuevo testamento también se menciona en repetidas ocasiones la existencia de profetas tras la muerte de Jesús,como Felipe el Diácono, Silas, y Ágabo.
La validez de los profetas post-bíblicos varía según la denominación. La iglesia ortodoxa reconoce a Malaquías como el último profeta que habló directamente con Dios. La Iglesia católica no es clara sobre el tema, pero en varias ocasiones se han referido a ciertas personas como profetas, aunque no necesariamente en el sentido de alguien que habla con Dios o predice el futuro. En las iglesias protestantes, especialmente en la rama evangelista y en los movimientos restauracionistas, se suele tratar al fundador o líder como profeta.

##### Reconocidos por la Iglesia católica
La Iglesia católica se ha referido a algunos santos y beatos como profetas, aunque nunca ha entregado dicho título de forma oficial.

###### Profetas católicos
- San Paladio de Embrun[61]
- San Jarlath[62]
- San Columba de Iona[63]
- San Malaquias[63][64]
- Santa Hildegarda de Bingen[65][66]
- Beato Jacobo Salomoni[67][68]
- Santa Juana de Arco[69][70]
- San Juan Bosco[71]
- San Pío de Pietrelcina[72]
- San Óscar Arnulfo Romero[73]
- Beato Eduardo Pironio[74][75]

##### Reconocidos por otras denominaciones cristianas
- Emanuel Swedenborg (Nueva Iglesia)
- William Miller (fundador del Adventismo)
- Joseph Smith (fundador del mormonismo)
- Presidentes de La Iglesia de Jesucristo de los Santos de los Últimos Días (bajo el título de "Profeta, vidente y revelador"
- Ellen G. White (fundadora de la Iglesia Adventista del Séptimo Día)
- Nona L. Brooks (Ciencia Divina)
- Malinda Cramer (Ciencia Divina)
- Felix Manalo (Iglesia ni Cristo)
- Luis Eduardo Moreno (Iglesia de Dios Ministerial de Jesucristo Internacional)
- María Luisa Piraquive (Iglesia de Dios Ministerial de Jesucristo Internacional)
- T. B. Joshua (Sinagoga Iglesia de Todas las Naciones)

##### Sin reconocimiento/reclamantes
Personas que reclamaron o fueron señalados de ser profetas sin tener el respaldo de alguna denominación cristiana.
- Montano (fundador del Montanismo)
- Justus Velsius
- Nostradamus
- Madre Shipton
- Eva Margareta Frölich
- Margareta i Kumla
- Hong Xiuquan
- Joanna Southcott
- Siener van Rensburg[76]
- Helena Konttinen
- Benjamín Solari Parravicini
- William Marrion Branham[77]
- Baba Vanga[78]
- Kenneth E. Hagin[79]
- Benny Hinn[80]
- Kenneth Copeland[81]

## En el islam
- Adam (Adán)
- Idris (Henoc)
- Nuh (Noé)
- Hud (Eber)
- Saleh (Sala¿?)
- Ibrahim (Abraham)
- Lut (Lot)
- Daniel (Daniel)
- Ism'ail (Ismael)
- Ishaq (Isaac)
- Yaqub (Jacob)
- Yusuf (José)
- Ayub (Job)
- Shoaib (Jetró)
- Musa, Mousie (Moisés)
- Harūn (Aarón)
- Dhul-Kifl (Ezequiel)
- Dawood (David)
- Sulaiman (Salomón)
- Ilyas (Elías)
- Alyassa (Eliseo)
- Samuel (Samuel)
- Saijo (Jonás)
- Zakariya (Zacarías)
- Yahya (Juan el Bautista)
- 'Isa (Jesús de Nazaret)
- Muhammad (Mahoma)

## En el Bahaísmo
- Adán
- Idris (Hermes Trismegisto)
- Noé
- Krishna
- Hud
- Salé
- Zoroastro
- Abraham
- Ismael
- Isaac
- Jacob
- José
- Lot
- Job
- Shuaib
- Aaron
- David
- Moisés
- El profeta de los Sabeos
- Salomón
- Elías
- Jonás
- Buda
- Isaías
- Jeremías
- Ezequiel
- Zacarías
- Joél
- Daniel
- Juan el Bautista
- Jesús
- Mahoma
- Bab
- Baha'ullah